# 年都乎乡
年都乎乡，是中华人民共和国青海省黄南藏族自治州同仁市下辖的一个乡镇级行政单位。

## 行政区划
年都乎乡下辖以下地区：
年都乎村、录合相村、郭么日村、曲玛村、夏卜浪村和尕沙日村。

## 中国传统村落
2012年，年都乎村、郭麻日村被评为首批“中国传统村落”。年都乎村里有座年都乎寺，是全国重点文物保护单位隆务寺的附属。